# Liste der Kulturdenkmale in Möckern (Leipzig), H–Z
Die Liste der Kulturdenkmale in Möckern (Leipzig) enthält die Kulturdenkmale des Leipziger Stadtteils Möckern, die in der Denkmalliste vom Landesamt für Denkmalpflege Sachsen mit Stand 2017 erfasst wurden.
Aus Platzgründen ist diese Liste geteilt. In dieser Liste sind die Kulturdenkmale in den Straßen mit den Anfangsbuchstaben H–Z erfasst. Die Kulturdenkmale in den Straßen A–G sind in der Liste der Kulturdenkmale in Möckern (Leipzig), A–G aufgeführt.

## Legende
- Bild: Bild des Kulturdenkmals, ggf. zusätzlich mit einem Link zu weiteren Fotos des Kulturdenkmals im Medienarchiv Wikimedia Commons. Wenn man auf das Kamerasymbol klickt, können Fotos zu Kulturdenkmalen aus dieser Liste hochgeladen werden:
- Bezeichnung: Denkmalgeschützte Objekte und ggf. Bauwerksname des Kulturdenkmals
- Lage: Straßenname und Hausnummer oder Flurstücknummer des Kulturdenkmals. Die Grundsortierung der Liste erfolgt nach dieser Adresse. Der Link (Karte) führt zu verschiedenen Kartendiensten mit der Position des Kulturdenkmals. Fehlt dieser Link, wurden die Koordinaten noch nicht eingetragen. Sind diese bekannt, können sie über ein Tool mit einer Kartenansicht einfach nachgetragen werden. In dieser Kartenansicht sind Kulturdenkmale ohne Koordinaten mit einem roten bzw. orangen Marker dargestellt und können durch Verschieben auf die richtige Position in der Karte mit Koordinaten versehen werden. Kulturdenkmale ohne Bild sind an einem blauen bzw. roten Marker erkennbar.
- Datierung: Baubeginn, Fertigstellung, Datum der Erstnennung oder grobe zeitliche Einordnung entsprechend des Eintrags in der sächsischen Denkmaldatenbank
- Beschreibung: Kurzcharakteristik des Kulturdenkmals entsprechend des Eintrags in der sächsischen Denkmaldatenbank, ggf. ergänzt durch die dort nur selten veröffentlichten Erfassungstexte oder zusätzliche Informationen
- ID: Vom Landesamt für Denkmalpflege Sachsen vergebene, das Kulturdenkmal eindeutig identifizierende Objekt-Nummer. Der Link führt zum PDF-Denkmaldokument des Landesamtes für Denkmalpflege Sachsen. Bei ehemaligen Kulturdenkmalen können die Objektnummern unbekannt sein und deshalb fehlen bzw. die Links von aus der Datenbank entfernten Objektnummern ins Leere führen. Ein ggf. vorhandenes Icon  führt zu den Angaben des Kulturdenkmals bei Wikidata.

## Liste der Kulturdenkmale in Möckern
| Bild                                    | Bezeichnung | Lage | Datierung                                                                                | Beschreibung | ID       |
| --------------------------------------- | --- | --- | ---------------------------------------------------------------------------------------- | --- | -------- |
| Weitere Bilder                          | Handschwengelpumpe mit Brunnenschacht und Abdeckplatte | Huygensstraße (Karte) | nach 1900 (Handschwengelpumpe)                                                           | gegenüber Nummer 1, Typ Kleiner Löwe, ortsgeschichtlich von Bedeutung; ursprünglicher Standort gegenüber Blücherstraße 2 | 09294852 |
| Weitere Bilder                          | Wohn- und Geschäftshaus in geschlossener Bebauung in Ecklage, mit Saaleinbau (ehemals Kino) | Huygensstraße 1 (Karte) | 1912–1913 (Mietshaus)                                                                    | Putzfassade mit Erker und Loggien, ehemals mit Läden, platzbildprägende Reformstil-Architektur, baugeschichtlich und ortsbildprägend von Bedeutung Denkmaltext Architekt Curt Laux stellte am 24. Februar 1912 Bauantrag für ein Wohn- und Geschäftshaus, das er selbst entworfen hatte und für dessen Umsetzung er in Personalunion auch die Bauleitung zu übernehmen gedachte. Die Besonderheit des repräsentativen Eckgebäudes stellte die Unterbringung eines „Kinemategraph-Theaters“ dar, das neben einem Laden im Erdgeschoss mit 296 geplanten Plätzen untergebracht war und eine Galerie bzw. Rang mit 79 Stühlen besitzen sollte. Nach einigen Planänderungen erging am 23. Mai die Ausführungsgenehmigung. Wenige Tage später wurden Tekturen eingereicht, die Erfrischungsräume auf der Galerie und im Parterre betreffend. Statische Berechnungen lieferte das Eisenbetonbaugeschäft Sonntag & Schneider (Ranstädter Steinweg 46). Von Seltenheitswert sind Abstimmungen, dass gemäß Fundamentplan „in das Straßenland einspringende Pfeilergründungen“ vorgesehen waren. Am 30. März 1913 wurde die Schlussprüfung beantragt und im Mai durchgeführt. Zum 1. Oktober des Jahres ging das Grundstück durch Verkauf über an den Hotelbesitzer und Gastwirt Franz Hermann Krause (Inhaber des Hotel Wartburg) sowie den Viehkommissionär Curt Osmar Arnold. 1918 Übergang des Grundstücks nach Zwangsversteigerung an Albine Laura Anna ehl. Walcher verw. gew. Müller geb. Fischer und kein halbes Jahr später ist es im Besitz der Kaufleute Karl Friedrich Wilde und Gustav Adolf Droste in Eilenburg. Der 1. April 1920 nennt den Lindenthaler Ingenieur Johan Rudolf Hovander als Eigentümer. Wohl erste Kinobesitzerin ist Marie Kümmel aus Gohlis, für März 1913 ist ein Plan datiert, dass den Neubau eines kleinen Motorenhäuschens im Hof vorsah, da elektrischer Strom für den Kinobetrieb wegen des fehlenden Anschlusses an ein zentrales Stromnetz selbst erzeugt werden musste. Vorgesehen war ein 10 PC Gasmotor für den Fabrikanten Johannes Nitzsche, Fabrik kinematographischer Apparate. Das Haus führt den Namen „Kinematographentheater Olympia“. Im Mai 1915 ist als Kinopächter Bernhard Rahn aktenkundig, im Herbst steht das Kino leer. Ein neuer Motor der Maschinenbau-Anstalt Becker & Heine ist für Oktober 1915 zur Aufstellung vorgesehen. Wiedereröffnung mit Sicherheit unter dem nächsten Pächter Friedrich Müller, das Haus trägt bald den Namen Olympia-Palast-Theater und erfährt 1928 einen Umbau, der die Vergrößerung des Bildwerferraumes zum Thema hat und von Rudolf Hovander verantwortet wird. Baumeister Rudolf Müller fungiert als Planer, Ausführender und Bauleiter. 1956 bis 1958 Umbau der Galerie und Renovierung des Theaters sowie Abbruch des Schuppengebäudes im Hof durch den VEB (K) Kreis-Lichtspielbetrieb Leipzig-Stadt, auch wurde die Bühne auf Breitwand gebracht. Im Haus ansässig übrigens das Café Girod, dessen Räume zum Kassenraum umgestaltet werden sollten und damit zusammenhängend der Hauseingang zu verlegen war. Ausführender Betrieb war das Baugeschäft von Fritz Aey. Im September 1965 stellte der Allgemeine Deutsche Gehörlosen-Verband einen Antrag zum Umbau des Lichtspieltheaters in ein Gehörlosen-Kulturheim. Pläne steuerte die Eisenbetonbaufirma von Dipl.-Ing. Heinrich-Lips bei. Ein knappes Jahr später erfolgte die Zusendung des Gebrauchsabnahmescheins, im Stadtbild noch heute präsent ist das Haus auch durch den werbewirksamen Schriftzug „Klubheim Samuel Heinicke“. Der eindrückliche Putzbau in exponierte Ecklage zur Georg-Schumann-Straße besitzt eine großzügige Fassadenstruktur, Dekorelementen des Reformstils und überraschte ehemals mit einer einladenden Erdgeschossgestaltung. Pilaster fassen die oberen Geschosse, teilweise mit zwischengespannten Balkonen und gipfelnd in einem mächtigen Dachhaus. Erhalten ist die elegante zeittypische Ausstattung im Mietshaus. Als ehemaliges Kino von besonderer wissenschaftlich-dokumentarischer Bedeutung, städtebaulich unverzichtbar, Seltenheitswert. LfD/2013 | 09263882 |
|                                         | Mietshaus in geschlossener Bebauung | Huygensstraße 2 (Karte) | um 1910/1915 (Mietshaus)                                                                 | Putzfassade mit Kastenerkern, Reformstil-Architektur, baugeschichtlich von Bedeutung | 09262283 |
|                                         | Mietshaus in geschlossener Bebauung | Huygensstraße 3 (Karte) | um 1915 (Mietshaus)                                                                      | Putzfassade mit Kastenerkern und Balkons, baugeschichtlich von Bedeutung | 09297511 |
|                                         | Mietshaus in geschlossener Bebauung | Huygensstraße 4 (Karte) | um 1915 (Mietshaus)                                                                      | Putzfassade, Bleiglasfenster im Treppenhaus, Stuckreliefs im Eingangsbereich, baugeschichtlich von Bedeutung | 09297510 |
|                                         | Mietshaus in geschlossener Bebauung | Huygensstraße 5 (Karte) | um 1915 (Mietshaus)                                                                      | mit Laden, Putzfassade, Wandfliesen mit Abschlussleiste, Stuck im Eingangsbereich, Bleiglasfenster im Treppenhaus, baugeschichtlich von Bedeutung | 09297512 |
|                                         | Mietshaus in geschlossener Bebauung | Huygensstraße 6 (Karte) | um 1915 (Mietshaus)                                                                      | Putzfassade, Bleiglasfenster und Schablonenmalerei im Treppenhaus, baugeschichtlich von Bedeutung | 09296880 |
|                                         | Mietshaus in geschlossener Bebauung | Huygensstraße 7 (Karte) | um 1915 (Mietshaus)                                                                      | Putzfassade mit Kastenerkern, Stuck im Eingangsbereich, Bleiglasfenster im Treppenhaus, baugeschichtlich von Bedeutung | 09297513 |
|                                         | Mietshaus in geschlossener Bebauung | Huygensstraße 9 (Karte) | um 1915 (Mietshaus)                                                                      | Putzfassade mit Kastenerker, Stuck im Eingangsbereich, Bleiglasfenster im Treppenhaus, baugeschichtlich von Bedeutung | 09297514 |
|                                         | Mietshaus in geschlossener Bebauung | Huygensstraße 10 (Karte) | bezeichnet 1914 (Mietshaus)                                                              | Putzfassade, Stuck im Eingangsbereich, Bleiglasfenster im Treppenhaus, baugeschichtlich von Bedeutung | 09297508 |
|                                         | Mietshaus in geschlossener Bebauung | Huygensstraße 11 (Karte) | um 1915 (Mietshaus)                                                                      | Putzfassade, Stuck im Eingangsbereich, baugeschichtlich von Bedeutung | 09297515 |
|                                         | Mietshaus in geschlossener Bebauung (bauliche Einheit mit Nr. 14) | Huygensstraße 12 (Karte) | 1915/1920 (Mietshaus)                                                                    | Putzfassade, Stuck und Malerei im Eingangsbereich, Haustür mit Bleiglas-Oberlicht, baugeschichtlich von Bedeutung | 09297507 |
|                                         | Mietshaus in geschlossener Bebauung | Huygensstraße 13 (Karte) | 1920/1925 (Mietshaus)                                                                    | Putzfassade, Bleiglasfenster im Treppenhaus, vergleiche Nummer 19/21, baugeschichtlich von Bedeutung | 09297516 |
|                                         | Mietshaus in geschlossener Bebauung (bauliche Einheit mit Nr. 12) | Huygensstraße 14 (Karte) | um 1920 (Mietshaus)                                                                      | Putzfassade, baugeschichtlich von Bedeutung | 09297506 |
|                                         | Mietshaus in geschlossener Bebauung | Huygensstraße 16 (Karte) | 1915/1920 (Mietshaus)                                                                    | Putzfassade, Bleiglasfenster im Treppenhaus, baugeschichtlich von Bedeutung | 09297505 |
|                                         | Mietshaus in geschlossener Bebauung | Huygensstraße 17 (Karte) | um 1915 (Mietshaus)                                                                      | Putzfassade, Stuck im Eingangsbereich, baugeschichtlich von Bedeutung | 09297517 |
|                                         | Mietshaus in geschlossener Bebauung | Huygensstraße 18 (Karte) | um 1915/1920 (Mietshaus)                                                                 | mit Tordurchfahrt, Putzfassade, Reformstil-Architektur, baugeschichtlich von Bedeutung | 09297503 |
| Weitere Bilder                          | Doppelmietshaus in geschlossener Bebauung | Huygensstraße 19; 21 (Karte) | 1920/1925 (Doppelmietshaus)                                                              | Putzfassade, Windfangtür, baugeschichtlich von Bedeutung | 09297518 |
|                                         | Mietshaus in geschlossener Bebauung | Huygensstraße 20 (Karte) | 1915/1920 (Mietshaus)                                                                    | Putzfassade, Stuck im Eingangsbereich, Bleiglasfenster im Treppenhaus, baugeschichtlich von Bedeutung | 09297502 |
|                                         | Mietshaus in geschlossener Bebauung | Huygensstraße 22 (Karte) | 1915/1920 (Mietshaus)                                                                    | Putzfassade, Bleiglasfenster im Treppenhaus, Stuckkehle und Schablonenmalerei im Eingangsbereich, baugeschichtlich von Bedeutung | 09297501 |
|                                         | Mietshaus in geschlossener Bebauung in Ecklage (bauliche Einheit mit Yorckstraße 9) | Huygensstraße 24 (Karte) | 1915/1920 (Mietshaus)                                                                    | Putzfassade, Stuck und Schablonenmalerei im Eingangsbereich, baugeschichtlich von Bedeutung | 09296818 |
|                                         | Mietshaus in geschlossener Bebauung in Ecklage | Kernstraße 1 (Karte) | um 1880 (Mietshaus)                                                                      | mit Hausdurchgang und mit Laden, Historismusbau, Putzfassade mit Sandsteingliederung, baugeschichtlich von Bedeutung | 09294974 |
|                                         | Mietshaus in geschlossener Bebauung | Kernstraße 4 (Karte) | um 1895 (Mietshaus)                                                                      | mit Tordurchfahrt, Historismusbau, Klinkerfassade mit Kunststeingliederung, baugeschichtlich von Bedeutung | 09294694 |
|                                         | Mehrfamilienhäuser einer Wohnanlage, mit Hofgestaltung | Kirschbergstraße 4; 6; 6a (Karte) | um 1930 (Mietshaus)                                                                      | zeittypische Putzfassade, baugeschichtlich von Bedeutung | 09297397 |
|                                         | Mietshaus in geschlossener Bebauung | Kirschbergstraße 14a (Karte) | 1912/1913 (Mietshaus)                                                                    | mit Tordurchfahrt, ehemals mit Laden, Putzfassade im Reformstil, baugeschichtlich von Bedeutung | 09299659 |
|                                         | Mietshaus in ehemals geschlossener Bebauung | Kirschbergstraße 15 (Karte) | um 1880 (Mietshaus)                                                                      | Putzfassade mit Sandsteingliederung, baugeschichtlich von Bedeutung | 09294114 |
|                                         | Mietshaus in geschlossener Bebauung | Kirschbergstraße 16 (Karte) | um 1895 (Mietshaus)                                                                      | Klinkerfassade, Stuck im Eingangsbereich, geätzte Treppenhausfenster, baugeschichtlich von Bedeutung | 09297394 |
|                                         | Mietshaus in geschlossener Bebauung | Kirschbergstraße 17 (Karte) | um 1890 (Mietshaus)                                                                      | mit Hausdurchgang und mit Laden, Klinkerfassade mit Sandsteingliederung, bauhistorischer Wert | 09294115 |
|                                         | Mietshaus in geschlossener Bebauung | Kirschbergstraße 18 (Karte) | um 1900 (Mietshaus)                                                                      | Klinkerfassade, Wandmalereien im Eingangsbereich, Schablonenmalerei im Treppenhaus, baugeschichtlich von Bedeutung | 09294116 |
|                                         | Mietshaus in halboffener Bebauung in Ecklage | Kirschbergstraße 20 (Karte) | um 1900 (Mietshaus)                                                                      | Klinker-Putz-Fassade, Schablonenmalerei im Treppenhaus, baugeschichtlich von Bedeutung | 09294117 |
| Weitere Bilder                          | Mietshaus in geschlossener Bebauung in Ecklage | Kirschbergstraße 21 (Karte) | um 1880 (Mietshaus)                                                                      | mit Hausdurchgang, ehemals mit Eckladen, historisierende Putzfassade, geätzte Treppenhausfenster, Schablonenmalerei im Treppenhaus, baugeschichtlich von Bedeutung | 09297393 |
|                                         | Mietshaus in geschlossener Bebauung | Kirschbergstraße 23 (Karte) | um 1900 (Mietshaus)                                                                      | Klinkerfassade, geätzte Treppenhausfenster, die abgeschrägte Gebäudeecke mit Balkons, baugeschichtlich von Bedeutung | 09294130 |
|                                         | Mietshaus in geschlossener Bebauung | Kirschbergstraße 29 (Karte) | um 1890 (Mietshaus)                                                                      | mit Hausdurchgang, Klinkerfassade mit Sandsteingliederung, baugeschichtlich von Bedeutung | 09263346 |
|                                         | Wohnhaus in offener Bebauung | Kirschbergstraße 34 (Karte) | 1863–1864 (Sommerhaus/Wochenendhaus)                                                     | Sommerhaus des Oberbürgermeisters Dr. Otto Georgi (1831–1918), 1966/1967 zum Kindergarten umgestaltet, Putzfassade mit Mansarddach, ortsgeschichtlich von Bedeutung | 09262097 |
|                                         | Mietshaus in geschlossener Bebauung konzipiert | Kirschbergstraße 35 (Karte) | um 1890 (Mietshaus)                                                                      | mit Laden, historisierende Putzfassade, baugeschichtlich von Bedeutung | 09294120 |
|                                         | Mietshaus in geschlossener Bebauung in Ecklage | Kirschbergstraße 37 (Karte) | um 1890 (Mietshaus)                                                                      | mit Eckladen, Putzfassade mit Sandsteingliederung, baugeschichtlich von Bedeutung | 09294121 |
|                                         | Mietshaus in geschlossener Bebauung und Nebengebäude im Hof | Kirschbergstraße 41a (Karte) | um 1890 (Mietshaus)                                                                      | Vorderhaus mit Tordurchfahrt, Klinkerfassade, baugeschichtlich von Bedeutung | 09294124 |
| Weitere Bilder                          | Mietshauszeile einer Wohnanlage und Hofgestaltung | Kirschbergstraße 43; 45; 47; 49; 49a (Karte) | Erstentwurf 1927 (Mietshaus), 1930–1932 (Mietshaus)                                      | Putzfassade mit Klinkergliederung, im Stil der Moderne, siehe auch Seelenbinderstraße 1a-7 und Kirschbergstraße 43a/43b, Hofgestaltung unter anderem Wegepflasterung und Wäschetrockenplatz, baugeschichtlich von Bedeutung | 09294129 |
| Direkt Bild zu diesem Denkmal hochladen | Doppelmietshaus in offener Bebauung als Hofgebäude einer Wohnanlage, mit Siedlungsgrün | Kirschbergstraße 43a; 43b (Karte) | Erstentwurf 1927 (Doppelmietshaus), 1930–1932 (Doppelmietshaus)                          | Putzfassade im Stil der Moderne, siehe auch Kirschbergstraße 43–49a und Seelenbinderstraße 1a–7, baugeschichtlich von Bedeutung | 09294126 |
|                                         | Villa, mit Einfriedung und Garten | Kirschbergstraße 44 (Karte) | um 1900 (Villa)                                                                          | Putz-Klinker-Fassade mit hölzernem Vorbau, baugeschichtlich von Bedeutung | 09294127 |
|                                         | Doppelmietshaus in offener Bebauung, mit Einfriedung | Kirschbergstraße 46; 48 (Karte) | bezeichnet 1903 (Doppelmietshaus)                                                        | zeittypische Klinkerfassade, bleiverglaste Treppenhausfenster, baugeschichtlich von Bedeutung | 09294128 |
| Direkt Bild zu diesem Denkmal hochladen | Mietshaus in geschlossener Bebauung, mit Vorgarten | Knopstraße 7 (Karte) | um 1900 (Mietshaus)                                                                      | Klinkerfassade, Stuck im Eingangsbereich, baugeschichtlich von Bedeutung | 09297542 |
| Direkt Bild zu diesem Denkmal hochladen | Mietshaus in geschlossener Bebauung, mit Vorgarten | Knopstraße 9 (Karte) | um 1900 (Mietshaus)                                                                      | Klinkerfassade, Stuck im Eingangsbereich, baugeschichtlich von Bedeutung | 09297543 |
| Direkt Bild zu diesem Denkmal hochladen | Mietshaus in geschlossener Bebauung (bauliche Einheit mit Nr. 13), mit Vorgarten | Knopstraße 11 (Karte) | um 1918 (Mietshaus)                                                                      | Putzfassade, Kassettendecke im Eingangsbereich, Schablonenmalerei im Treppenhaus, Reformstil-Architektur, baugeschichtlich von Bedeutung | 09297757 |
| Direkt Bild zu diesem Denkmal hochladen | Mietshaus in geschlossener Bebauung (bauliche Einheit mit Nr. 11), mit Vorgarten | Knopstraße 13 (Karte) | um 1918 (Mietshaus)                                                                      | Putzfassade, Kassettendecke im Eingangsbereich, Schablonenmalerei im Treppenhaus, Reformstil-Architektur, baugeschichtlich von Bedeutung | 09297758 |
| Direkt Bild zu diesem Denkmal hochladen | Mehrfamilienhäuser einer Wohnanlage, mit Vorgarten | Knopstraße 27; 29 (Karte) | 1938–1939 (Mehrfamilienwohnhaus)                                                         | siehe auch Bucksdorffstraße 24/26/26a und Slevogtstraße 16/18, Putzfassade mit Natursteingliederung und Kunststein-Haustürrahmungen, im traditionalistischen Stil, baugeschichtlich von Bedeutung | 09297535 |
| Direkt Bild zu diesem Denkmal hochladen | Sachgesamtheit König-Albert-Kaserne, mit folgenden Einzeldenkmalen: mehrere Gebäude und Einfriedung einer Kasernenanlage (Anschrift: Landsberger Straße 133 und Olbrichtstraße 15, Obj. 09291987) sowie dem Kasernengelände mit Pflasterung und Nebengebäuden als Sachgesamtheitsteile | Landsberger Straße 133 (Karte) | 1895–1897 (Kaserne)                                                                      | fünf Mannschaftsgebäude, zwei Verheirateten-Gebäude, Wirtschaftsgebäude und Offizierskasino, Stall- und Remisengebäude, rote Klinkerbauten, ehemalige Kavallerie-Kaserne des 2. Ulanen-Regiments Nummer 18, Zeugnis der Leipziger Garnison seit der Kaiserzeit, militärhistorisch, baugeschichtlich und ortsgeschichtlich von Bedeutung | 09306499 |
| Direkt Bild zu diesem Denkmal hochladen | Einzeldenkmale der Sachgesamtheit König-Albert-Kaserne (Obj. 09306499, Landsberger Straße 133): mehrere Gebäude und Einfriedung einer Kasernenanlage (Anschrift: Landsberger Straße 133 und Olbrichtstraße 15) | Landsberger Straße 133 (Karte) | 1895–1897 (Kaserne)                                                                      | fünf Mannschaftsgebäude, zwei Verheirateten-Gebäude, Wirtschaftsgebäude und Offizierskasino, Stall- und Remisengebäude, rote Klinkerbauten, ehemalige Kavallerie-Kaserne des 2. Ulanen-Regiments Nummer 18, Zeugnis der Leipziger Garnison seit der Kaiserzeit, militärhistorisch, baugeschichtlich und ortsgeschichtlich von Bedeutung | 09291987 |
| Direkt Bild zu diesem Denkmal hochladen | Mietshaus in halboffener Bebauung in Ecklage | Laubestraße 2 (Karte) | um 1880 (Mietshaus)                                                                      | mit Tordurchfahrt, historisierende Putzfassade, geätzte Treppenhausfenster, Holzpaneele in der Tordurchfahrt, bauhistorischer Wert | 09293980 |
| Direkt Bild zu diesem Denkmal hochladen | Mietshaus in geschlossener Bebauung | Laubestraße 4 (Karte) | um 1890 (Mietshaus)                                                                      | mit Tordurchfahrt, historisierende Putzfassade, geätzte Treppenhausfenster, baugeschichtliche Bedeutung | 09293981 |
| Direkt Bild zu diesem Denkmal hochladen | Mietshaus in geschlossener Bebauung | Laubestraße 8 (Karte) | um 1890 (Mietshaus)                                                                      | mit Tordurchfahrt, historisierende Putzfassade, geätzte Treppenhausfenster, Windfangtür mit geätzter Verglasung, baugeschichtliche Bedeutung | 09293982 |
| Direkt Bild zu diesem Denkmal hochladen | Mietshaus in geschlossener Bebauung | Laubestraße 10 (Karte) | 1889–1890 (Mietshaus)                                                                    | mit Tordurchfahrt, historisierende Putzfassade, Schablonenmalerei in der Tordurchfahrt und im Treppenhaus, baugeschichtlich von Bedeutung | 09293984 |
| Direkt Bild zu diesem Denkmal hochladen | Mietshaus in ehemals geschlossener Bebauung | Laubestraße 11 (Karte) | 1874–1875 (Mietshaus)                                                                    | Putzfassade, geätzte Treppenhausfenster, Türmchen im Dach als Taubenhaus, baugeschichtlich von Bedeutung | 09261885 |
| Direkt Bild zu diesem Denkmal hochladen | Mietshaus in geschlossener Bebauung | Laubestraße 12 (Karte) | 1890er Jahre (Mietshaus)                                                                 | mit Tordurchfahrt und Laden, historisierende Putzfassade mit Sandsteingliederung, Ladenfront original, baugeschichtlich von Bedeutung | 09293985 |
| Direkt Bild zu diesem Denkmal hochladen | Mietshaus in geschlossener Bebauung | Laubestraße 14 (Karte) | um 1890 (Mietshaus)                                                                      | mit Tordurchfahrt, historisierende Putzfassade mit Sandsteingliederung, baugeschichtlich von Bedeutung | 09293987 |
| Direkt Bild zu diesem Denkmal hochladen | Mietshaus in geschlossener Bebauung | Laubestraße 16 (Karte) | 1895–1896 (Mietshaus)                                                                    | mit Tordurchfahrt, historisierende Klinkerfassade, teilweise geätzte Treppenhausfenster, baugeschichtlich von Bedeutung Denkmaltext In achtmonatiger Bauzeit entstand 1895–1896 das mit fünf Geschossen und zehn Achsen sehr mächtige Mietshaus für Marie Grenzdörfer geb. Rühlemann nach den Plänen von Architekt Emil Appenfelder, es ist das höchste Haus in der geschlossenen Straßenzeile. Weitere Besitzer sind Kaufmann Karl August Grenzdörfer (1897), Restaurateur Josef Schliemann, Kaufmann Alfons Holzapfel (ab 1908), Kaufmann Karl Dehne (ab 1923). Die strenge Fensterreihung wird durch unterschiedliche Verdachungen rhythmisiert und gefasst, sämtlicher Stuckdekor an der Fassade ist leider verloren. Ein Stockgesims befindet sich zwischen dem verputzten Erdgeschoss und den verklinkerten Obergeschossen, der Hauseingang ist asymmetrisch eingeordnet. Über den zwei Wohnungen im Parterre liegen jeweils drei Wohngen in den oberen Etagen. Sicherungsmaßnahmen am Gebäude 2002, später Sanierung. Wirkungsvoller Mietshausbau im geschlossenen Ensemble, baugeschichtlich und ortsteilentwicklungsgeschichtlich von Wert. LfD/2012 | 09293986 |
| Direkt Bild zu diesem Denkmal hochladen | Friedhof mit Kapelle, Verwalterhaus, gärtnerische Friedhofsgestaltung und einige Grabmale | Max-Liebermann-Straße 2 (Karte) | um 1910 (Friedhofskapelle), um 1910 (Friedhofsverwaltung), 1895 geweiht (Friedhof)       | Grabmale der Jahrhundertwende um 1900, ortsgeschichtlich, gartenhistorisch und baugeschichtlich von Bedeutung | 09297751 |
| Direkt Bild zu diesem Denkmal hochladen | Mehrfamilienhäuser einer Wohnanlage, mit Vorgarten | Max-Liebermann-Straße 12; 14; 16 (Karte) | 1914 (Mietshaus)                                                                         | Putzfassaden, Häusergruppe im Reformstil, siehe auch Glesiener Straße 20–32 und Max-Liebermann-Straße 18/20, baugeschichtlich und sozialgeschichtlich von Bedeutung | 09292966 |
| Direkt Bild zu diesem Denkmal hochladen | Einzeldenkmale der Sachgesamtheit Garnisons-Lazarett (Obj. 09306500, Max-Liebermann-Straße 15): mehrere Gebäude (Adressen: Benedekring 6–51 und Max-Liebermann-Straße 15), Krankenhauspark und Einfriedung | Max-Liebermann-Straße 15 (Karte) | 1904–1909, Inbetriebnahme 1908 (Lazarett)                                                | einzigartiger Komplex, Seltenheitswert als erhaltene Gesamtanlage, militärhistorisch und baugeschichtlich sowie stadtgeschichtlich von Bedeutung | 09294984 |
| Direkt Bild zu diesem Denkmal hochladen | Sachgesamtheit Garnisons-Lazarett, mit folgenden Einzeldenkmalen: mehrere Gebäude (Adressen: Benedekring 6–51 und Max-Liebermann-Straße 15), Krankenhauspark und Einfriedung (Obj. 09294984, Max-Liebermann-Straße 15) und mit folgenden Sachgesamtheitsteilen: Lazarettgebäude (Benedekring 9, 11, 13) und ehemaliges Heizhaus (Benedekring 45, 45a, 45b, 45c, 45d, 45e, 45f, 45g, 45j) | Max-Liebermann-Straße 15 (Karte) | 1904–1909, Inbetriebnahme 1908 (Lazarett)                                                | ehemalige Lazarettanlage, einzigartiger Komplex, Seltenheitswert als erhaltene Gesamtanlage, militärhistorisch und baugeschichtlich sowie stadtgeschichtlich von Bedeutung | 09306500 |
| Direkt Bild zu diesem Denkmal hochladen | Einzeldenkmale der Sachgesamtheit Prinz-Johann-Georg-Kaserne (Obj. 09306503, Olbrichtstraße 13): mehrere Gebäude und Einfriedung einer Kasernenanlage (Anschrift: Olbrichtstraße 13 und Max-Liebermann-Straße 17) | Max-Liebermann-Straße 17 (Karte) | 1895–1897 (Kaserne)                                                                      | fünf Mannschaftsgebäude (Haus A, B, C, D, E, F), drei Verheiratetengebäude, drei Wirtschaftsgebäude, Offizierskasino (mit Gelbem Saal) und Nebengebäude (Ställe und Remisen), gelbe Klinkerbauten, ehemalige Infanteriekaserne des 8. Infanterie-Regiments Nummer 107, Zeugnis der Leipziger Garnison seit der Kaiserzeit, militärhistorisch, baugeschichtlich und ortsgeschichtlich von Bedeutung | 09297814 |
| Direkt Bild zu diesem Denkmal hochladen | Mehrfamilienhaus einer Wohnanlage | Max-Liebermann-Straße 18 (Karte) | 1914–1915 (Mietshaus)                                                                    | Putzfassade, Häusergruppe im Reformstil, siehe auch Max-Liebermann-Straße 12–16, baugeschichtlich und sozialgeschichtlich von Bedeutung | 09292972 |
| Direkt Bild zu diesem Denkmal hochladen | Mehrfamilienhaus einer Wohnanlage | Max-Liebermann-Straße 20 (Karte) | 1914 (Mietshaus)                                                                         | Putzfassade, Häusergruppe im Reformstil, zu Wohnanlage Bauverein zur Schaffung preiswerter Wohnungen siehe auch Max-Liebermann-Straße 12–18 und Glesiener Straße 20–32, baugeschichtlich und sozialgeschichtlich von Bedeutung | 09292973 |
| Direkt Bild zu diesem Denkmal hochladen | Einzeldenkmale der Sachgesamtheit Kaserne Proviantamt und Garnisonverwaltung (Obj. 09306501): zwei Gebäude einer ehemaligen Kaserne | Max-Liebermann-Straße 36b; 36c (Karte) | 1895–1901 und später (Kaserne)                                                           | Klinkerbauten, militärhistorisch und ortsgeschichtlich von Bedeutung | 09296914 |
|                                         | Mietshaus in geschlossener Bebauung | Nernststraße 2 (Karte) | bezeichnet 1911 (Mietshaus)                                                              | ehemals mit Laden, Putzfassade, baugeschichtlich von Bedeutung | 09294695 |
|                                         | Mietshaus in geschlossener Bebauung mit Vorgarten | Nernststraße 3 (Karte) | 1905/1915 (Mietshaus)                                                                    | Putzfassade, Haustür mit geschliffenen Scheiben und bleiverglastem Oberlicht, Schablonenmalerei im Treppenhaus, Wohnungstüren mit Supraporten, Bleiglasfenster im Treppenhaus, baugeschichtlich von Bedeutung | 09297425 |
|                                         | Mietshaus in geschlossener Bebauung | Nernststraße 4 (Karte) | um 1915 (Mietshaus)                                                                      | Putzfassade, Treppenhausfenster mit Bleiverglasung und Glasmalerei, Stuck im Eingangsbereich, baugeschichtlich von Bedeutung | 09292936 |
|                                         | Mietshaus in geschlossener Bebauung und Vorgarten | Nernststraße 5 (Karte) | 1905/1915 (Mietshaus)                                                                    | Putzfassade, Stuck im Eingangsbereich, baugeschichtlich von Bedeutung | 09297426 |
|                                         | Mietshaus in geschlossener Bebauung mit Vorgarten | Nernststraße 6 (Karte) | um 1915 (Mietshaus)                                                                      | Putzfassade, Stuckgliederung und -reliefs im Eingangsbereich, eiserner Fahnenhalter, geätzte Treppenhausfenster, baugeschichtlich von Bedeutung | 09292935 |
|                                         | Mietshaus in geschlossener Bebauung mit Vorgarten | Nernststraße 7 (Karte) | 1905/1915 (Mietshaus)                                                                    | Putzfassade, Terrazzo, Stuck im Eingangsbereich, baugeschichtlich von Bedeutung | 09297427 |
|                                         | Mietshaus in geschlossener Bebauung mit Vorgarten | Nernststraße 8 (Karte) | um 1912 (Mietshaus)                                                                      | Putzfassade, bleiverglaste Treppenhausfenster, Haustür mit bleiverglastem Oberlicht, Wandgemälde im Eingangsbereich, baugeschichtlich von Bedeutung | 09292934 |
|                                         | Mietshaus in geschlossener Bebauung mit Vorgarten | Nernststraße 9a (Karte) | 1912–1913 (Mietshaus), 1913 (Vorgarten)                                                  | Putzfassade, baugeschichtlich von Bedeutung Denkmaltext Gastwirt Eduard Müller bemühte als Investor den Maurerpolier Karl Steglich für die Ausführung der von Architekt R. Rammner gefertigten Pläne. Das viergeschossige Wohngebäude in der damaligen Warburgstraße entstand 1912/1913, dem ein Geschwisterbau unter Hausnummer 7 beigestellt ist. In den beiden Wohnungen pro Etage jeweils zwei Stuben, Kammer, Küche nebst Austritt, Vorraum und im Treppenhaus die Aborte, kein ausgebautes Dachgeschoss. Kunststeinelemente gliedern die Putzfassade, deren Erscheinungsbild der Reformstilarchitektur verpflichtet ist. Drei Putzpilaster über die drei Obergeschosse bilden fassen die Mittelachsen, der Hauseingang mit nobler Portalrahmung. Weitgehend erhalten ist die zeittypische Mietshausausstattung. Ortsteiltypischer Mietshausbau im geschlossenen Quartier mit baugeschichtlicher und ortsteilentwicklungsgeschichtlichem Wert. LfD/2012 | 09304432 |
|                                         | Mietshaus in geschlossener Bebauung mit Vorgarten | Nernststraße 10 (Karte) | um 1912 (Mietshaus)                                                                      | Putzfassade, Stuckgliederung und Blumenmedaillons im Eingangsbereich, bleiverglaste Treppenhausfenster, baugeschichtlich von Bedeutung | 09292933 |
|                                         | Mietshaus in geschlossener Bebauung mit Vorgarten | Nernststraße 11 (Karte) | 1905/1910 (Mietshaus)                                                                    | Putzfassade, Haustür mit bleiverglastem Oberlicht und geschliffenen Scheiben, Stuck im Eingangsbereich, baugeschichtlich von Bedeutung | 09290664 |
|                                         | Mietshaus in geschlossener Bebauung mit Vorgarten | Nernststraße 12 (Karte) | um 1912 (Mietshaus)                                                                      | ehemals mit Laden, Putzfassade, bleiverglaste Treppenhausfenster, Haustür mit geschliffenen Scheiben, baugeschichtlich von Bedeutung | 09292941 |
|                                         | Haustür und Innenausstattung eines Mietshauses | Nernststraße 13 (Karte) | 1905/1915 (Ausstattung)                                                                  | Haustür mit geschliffenen Scheiben und bleiverglastem Oberlicht, Stuck im Eingangsbereich, baugeschichtliche Bedeutung | 09297429 |
|                                         | Mietshaus in geschlossener Bebauung in Ecklage, mit Vorgarten | Nernststraße 14 (Karte) | um 1915 (Mietshaus)                                                                      | Putzfassade, bleiverglaste Treppenhausfenster, Wandfliesen und Stuck im Eingangsbereich, baugeschichtlich von Bedeutung | 09292940 |
| Direkt Bild zu diesem Denkmal hochladen | Brunnenschacht und Abdeckplatte einer Handschwengelpumpe | Olbrichtstraße (Karte) | nach 1900 (Handschwengelpumpe)                                                           | vor der Hoffront Haus 39 des ehemaligen Kasernengeländes, ortsgeschichtlich von Bedeutung | 09300520 |
| Direkt Bild zu diesem Denkmal hochladen | Einzeldenkmale der Sachgesamtheit Train-Kaserne (Obj. 09306502, Olbrichtstraße 1): mehrere Gebäude, Fassadenteile der Garagen, Toreinfahrt und Einfriedung eines ehemaligen Kasernengeländes (Anschriften: Olbrichtstraße 1, Rügener Straße 2 sowie Usedomer Straße 1, 3, 5, 7 und 9) | Olbrichtstraße 1 (Karte) | bezeichnet 1899–1902 (Trainkaserne), bezeichnet 1900 (Kasernengebäude)                   | mit Offizierskasino, Mannschaftsgebäude, Verheiratetengebäude, Garagengebäude, Traindepot, Remisengebäude und Nebengebäude (kleiner Pferdestall für kranke Pferde), erbaut als Kaserne des 2. Trainbataillons Nummer 19, militärhistorisch, baugeschichtlich und ortsgeschichtlich von Bedeutung | 09306491 |
|                                         | Sachgesamtheit Train-Kaserne, mit folgenden Einzeldenkmalen: mehrere Gebäude, Fassadenteile der Garagen, Toreinfahrt und Einfriedung eines ehemaligen Kasernengeländes (Anschriften: Olbrichtstraße 1, Rügener Straße 2 sowie Usedomer Straße 1, 3, 5, 7 und 9, Obj. 09306491, Olbrichtstraße 1) sowie mit dem Kasenerngelände (mit Pflasterung) als Sachgesamtheitsteil | Olbrichtstraße 1 (Karte) | bezeichnet 1899–1902 (Trainkaserne), bezeichnet 1900 (Kasernengebäude)                   | mit Offizierskasino, Mannschaftsgebäude, Verheiratetengebäude, Garagengebäude, Traindepot, Remisengebäude und Nebengebäude, erbaut als Kaserne des 2. Trainbataillons Nummer 19, militärhistorisch, baugeschichtlich und ortsgeschichtlich von Bedeutung | 09306502 |
| Direkt Bild zu diesem Denkmal hochladen | Einzeldenkmale der Sachgesamtheit Kaserne Proviantamt und Garnisonverwaltung (Obj. 09306501): mehrere Gebäude (darunter Heeres-Bäckerei mit Siloanlagen) sowie zwei Toreinfahrten und Einfriedung | Olbrichtstraße 3; 5; 5a; 7 (Karte) | 1895–1901 (Kaserne), 1939 (Silo)                                                         | historische Gebäude II/01, II/02, II/03, II/04, II/05 mit Übergang zu 06, II/06 mit Übergang zu 07, II/07, II/08, II/12 sowie die straßenseitig gelegenen zwei Gebäude des ehemaligen Zollschutzamtes (Olbrichtstraße 5 und 5a) und ehemaliges Garnisonverwaltungsgebäude (Olbrichtstraße 7), militärhistorisch, baugeschichtlich und ortsgeschichtlich von Bedeutung | 09261912 |
| Direkt Bild zu diesem Denkmal hochladen | Sachgesamtheit Kaserne Proviantamt und Garnisonverwaltung, mit folgenden Einzeldenkmalen: mehrere Gebäude (darunter Heeres-Bäckerei mit Siloanlagen, Fehmarner Straße), sowie zwei Toreinfahrten und Einfriedung (Obj. 09261912, Olbrichtstraße 3–7), weiterhin zwei Gebäude einer ehemaligen Kaserne (Obj. 09296914, Max-Liebermann-Straße 36b und 36c) sowie mit dem Kasenerngelände (mit Pflasterung) als Sachgesamtheitsteil | Olbrichtstraße 3; 5; 5a; 7 (Karte) | 1895–1901 und später (Kaserne)                                                           | historische Gebäude II/01, II/02, II/03, II/04, II/05 mit Übergang zu 06, II/06 mit Übergang zu 07, II/07, II/08, II/12 sowie die straßenseitig gelegenen zwei Gebäude des ehemaligen Zollschutzamtes (Olbrichtstraße 5 und 5a) und ehemaliges Garnisonverwaltungsgebäude (Olbrichtstraße 7) sowie zwei Gebäude der ehemaligen Kaserne an der Max-Liebermann-Straße 36b und 36c, militärhistorisch, baugeschichtlich und ortsgeschichtlich von Bedeutung | 09306501 |
| Weitere Bilder                          | Wasserturm, mit Maschinenhaus und Nebengebäude sowie Einfriedung und Toranlage | Olbrichtstraße 9 (Karte) | 1903 (Wasserturm), bezeichnet 1903 (Maschinenhaus)                                       | neben einem Kasernengelände (Proviantamt), Klinkerbau, ehemals mit 375 m³ Fassungsvermögen, daneben Wasserturm Möckern I von 1896 (siehe Objekt 09263983), technikgeschichtlich von Bedeutung Denkmaltext Mit dem Bau des Wasserturmes Möckern II im Jahr 1903 wurde das nur sieben Jahre vorher errichtete Wasserwerk in seiner Leistungskraft verdoppelt. Die Vergrößerung wurde nötig, um dem Wasserbedarf der stetig wachsenden Stadt gewachsen zu sein und vor allem das nahe liegende Proviantamt und die Kaserne des 107. Regiments im Brandfall schützen zu können. In seiner äußeren Gestalt entsprach der Wasserturm zur Bauzeit seinem südlich gelegenen Vorgänger Möckern I (siehe Objekt-Nummer 09263983). Er ist lediglich etwas stärker dimensioniert um den für den Betrieb der Dampfpumpen notwendigen Schornstein im Inneren neben dem Hängebodenbehälter aufnehmen (Fassungsvermögen 375 m³) zu können. Das zugehörige Kesselhaus wurde mittig zwischen beiden Wassertürme errichtet. Der aus gelbem Klinkermauerwerk gebaute Wasserturm weist im unteren Teil des Turmschaftes ein umlaufendes Zierfeld mit kontrastierenden grün glasierten Ziegeln auf. Sie kommunizierten ehemals mit dem mit grünen Biberschwänzen verkleideten Tambourgeschoss und dem ebenso gedeckten Kegeldach des Turmes. Aufgrund des seit den 1970er Jahren sanierungsbedürftigen Bauzustandes des Turmes und der ausbleibenden Instandsetzung wurden das Dach und das Behältergeschoss des Wasserturmes nach dessen Stilllegung (1980) im Jahr 1995 aus Sicherheitsgründen rückgebaut. Der Wasserturm Möckern II bildet in Zusammenhang mit seinem Schwesternturm Möckern I und dem mittig gelegenen Kesselhaus eine beeindruckende wassertechnische Anlage an der Olbrichtstraße im Leipziger Norden. Er ist von hohem stadt- und technikgeschichtlichem Wert. LfD/2017 | 09297763 |
| Weitere Bilder                          | Wasserturm, mit Einfriedung und Toranlage | Olbrichtstraße 9 (Karte) | 1896 (Wasserturm)                                                                        | neben einem Kasernengelände (Proviantamt), gelber Klinkerbau mit Sandsteingliederung, ehemals 350 m³ Fassungsvermögen, daneben Wasserturm Möckern II von 1903 (siehe Objekt 09297763), technikgeschichtlich von Bedeutung Denkmaltext Mit dem sprunghaften Bevölkerungsanstieg im Zuge der Industrialisierung in Leipzig und der damit verbundenen Erschließung neuer Stadtgebiete wurde der Ausbau des Wasserversorgungsnetzes notwendig. Um den erforderlichen Wasserdruck in den nördlich der Innenstadt gelegenen Stadtteilen zu gewährleisten, musste das Wasser mit Hilfe eines Wasserturmes gehoben werden. Die so genannte „Hohe Zone Nord“, ein Versorgungsgebiet mit hohem Wasserdruck, entstand mit der Errichtung des ersten Leipziger Wasserturmes Möckern I im Jahre 1896. Der Rat der Stadt beauftragte den renommierten Wasserbauingenieur Adolf Thiem, der zuvor bereits das vom Wasserwerk Naunhof gespeiste Fernwassernetz der Stadt Leipzig entworfen hatte, mit der Projektierung. Der runde Ziegelbau weist am Turmfuß einen Durchmesser von 16 Meter auf, der sich nach oben um 3 Meter verjüngt. Insgesamt ist der Turm ca. 44 Meter hoch. Seine äußere Gestalt ist geprägt von gelben und lederfarbigen Klinkern, lediglich das Sockelgesims und die Fensterrahmungen sind in Sandstein ausgeführt. Der oben offene, eiserne Wasserbehälter mit kugelförmigem Hängeboden besitzt ein Fassungsvermögen von 350 m³. Er befindet sich in 23 Meter Höhe und ist mit einem über Kragsteine leicht ausgestellten Eisenfachwerkgeschoss verkleidet, das bauzeitlich mit Torfmull gedämmt und beidseitig mit Brettern verschalt war. Das Behältergeschoss wird über große Doppelfenster mit feststehendem Mittelsteg belichtet und wurde im Zuge der Sanierung des Turmes 1997 mit Kunstschiefer verkleidet. Seit dieser Zeit weist das ursprünglich mit grün glasierten Biberschwänzen gedeckte Dach ebenfalls eine Kunstschieferdeckung auf. Der Wasserturm, der 1980 außer Betrieb genommen wurde, legt in besonderer Weise Zeugnis von der Entwicklung der Leipziger Wasserversorgung zum Ende des 19. Jahrhunderts ab. Er ist daher von hohem stadt- und technikgeschichtlichem Wert. LfD/2017 | 09263983 |
| Direkt Bild zu diesem Denkmal hochladen | Verwaltungsgebäude einer Kaserne sowie Einfriedung und Pforte | Olbrichtstraße 11 (Karte) | 1897 (Gefängnis)                                                                         | gelbe Klinkerfassade, eigentliches Zellengebäude heute abgebrochen, Zeugnis der Leipziger Garnison in der Kaiserzeit, ortsgeschichtlich von Bedeutung | 09297446 |
|                                         | Sachgesamtheit Prinz-Johann-Georg-Kaserne, mit folgenden Einzeldenkmalen: mehrere Gebäude und Einfriedung einer Kasernenanlage (Anschrift: Olbrichtstraße 13 und Max-Liebermann-Straße 17, Obj. 09297814, Olbrichtstraße 13) sowie dem Kasernengelände mit Pflasterung und Nebengebäuden als Sachgesamtheitsteile | Olbrichtstraße 13 (Karte) | 1895–1897 (Kaserne)                                                                      | fünf Mannschaftsgebäude (Haus A, B, C, D, E, F), drei Verheiratetengebäude, drei Wirtschaftsgebäude, Offizierskasino (mit Gelbem Saal) und Nebengebäude (Ställe und Remisen), gelbe Klinkerbauten, ehemalige Infanteriekaserne des 8. Infanterie-Regiments Nummer 107, Zeugnis der Leipziger Garnison seit der Kaiserzeit, militärhistorisch, baugeschichtlich und ortsgeschichtlich von Bedeutung | 09306503 |
| Direkt Bild zu diesem Denkmal hochladen | Einzeldenkmale der Sachgesamtheit Prinz-Johann-Georg-Kaserne (Obj. 09306503, Olbrichtstraße 13): mehrere Gebäude und Einfriedung einer Kasernenanlage (Anschrift: Olbrichtstraße 13 und Max-Liebermann-Straße 17) | Olbrichtstraße 13 (Karte) | 1895–1897 (Kaserne)                                                                      | fünf Mannschaftsgebäude (Haus A, B, C, D, E, F), drei Verheiratetengebäude, drei Wirtschaftsgebäude, Offizierskasino (mit Gelbem Saal) und Nebengebäude (Ställe und Remisen), gelbe Klinkerbauten, ehemalige Infanteriekaserne des 8. Infanterie-Regiments Nummer 107, Zeugnis der Leipziger Garnison seit der Kaiserzeit, militärhistorisch, baugeschichtlich und ortsgeschichtlich von Bedeutung | 09297814 |
| Direkt Bild zu diesem Denkmal hochladen | Einzeldenkmale der Sachgesamtheit König-Albert-Kaserne (Obj. 09306499, Landsberger Straße 133): mehrere Gebäude und Einfriedung einer Kasernenanlage (Anschrift: Landsberger Straße 133 und Olbrichtstraße 15) | Olbrichtstraße 15 (Karte) | 1895–1897 (Kaserne)                                                                      | fünf Mannschaftsgebäude, zwei Verheirateten-Gebäude, Wirtschaftsgebäude und Offizierskasino, Stall- und Remisengebäude, rote Klinkerbauten, ehemalige Kavallerie-Kaserne des 2. Ulanen-Regiments Nummer 18, Zeugnis der Leipziger Garnison seit der Kaiserzeit, militärhistorisch, baugeschichtlich und ortsgeschichtlich von Bedeutung | 09291987 |
| Direkt Bild zu diesem Denkmal hochladen | Wohnhaus eines Bauernhofes | Pohlestraße 4 (Karte) | um 1850 (Wohnhaus)                                                                       | alte Möckernsche Ortskernlage, Obergeschoss Fachwerk verputzt, Putzfassade, baugeschichtlich von Bedeutung | 09297545 |
| Direkt Bild zu diesem Denkmal hochladen | Mehrfamilienhäuser einer Wohnanlage, mit Vorgärten | Radefelder Straße 16; 18; 20; 22; 24 (Karte) | um 1930 (Mietshaus)                                                                      | Putzfassaden, Terrazzostufen und Wandfliesen im Eingangsbereich, baugeschichtlich und sozialhistorisch von Bedeutung | 09292968 |
| Direkt Bild zu diesem Denkmal hochladen | Mehrfamilienhaus einer Wohnanlage und Vorgarten | Radefelder Straße 26 (Karte) | 1914 (Mietshaus)                                                                         | mit Laden, ehemals mit Eckladen, Putzfassade, im Reformstil, siehe auch Max-Liebermann-Straße 12–16, baugeschichtlich und sozialgeschichtlich von Bedeutung | 09292967 |
|                                         | Saalbau eines Gaststättengebäudes, heute Kultur- und Stadtteilzentrum | Renftstraße 1 (Karte) | um 1850 (Vereinshaus), 1901 (Vereinshaus)                                                | Saalbau im Rundbogenstil des 19. Jahrhunderts, ortsgeschichtlich von Bedeutung | 09297546 |
| Weitere Bilder                          | Schule mit Vorgarten und zwei Inschrifttafeln | Renftstraße 3 (Karte) | um 1885 (Schule), bezeichnet 1889 (Erweiterung Schule), bezeichnet 1889 (Inschrifttafel) | gegliederte Klinkerfassade, zwei Portale mit eingestellten Säulen, baugeschichtlich und ortsgeschichtlich von Bedeutung | 09297544 |
| Direkt Bild zu diesem Denkmal hochladen | Mehrfamilienhäuser einer Wohnanlage, mit Vorgarten und Hofgestaltung | Rousseaustraße 1; 3 (Karte) | 1930–1931 (Doppelmietshaus)                                                              | Putzfassade, bleiverglaste Treppenhausfenster, siehe auch Faradaystraße 33–65 und Yorckstraße 11–15, im Stil der Moderne, Architekt: Stadtbaurat Hubert Ritter, baugeschichtlich von Bedeutung | 09292939 |
| Direkt Bild zu diesem Denkmal hochladen | Einzeldenkmale der Sachgesamtheit Train-Kaserne (Obj. 09306502, Olbrichtstraße 1): mehrere Gebäude, Fassadenteile der Garagen, Toreinfahrt und Einfriedung eines ehemaligen Kasernengeländes (Anschriften: Olbrichtstraße 1, Rügener Straße 2 sowie Usedomer Straße 1, 3, 5, 7 und 9) | Rügener Straße 2 (Karte) | bezeichnet 1899–1902 (Trainkaserne), bezeichnet 1900 (Kasernengebäude)                   | mit Offizierskasino, Mannschaftsgebäude, Verheiratetengebäude, Garagengebäude, Traindepot, Remisengebäude und Nebengebäude (kleiner Pferdestall für kranke Pferde), erbaut als Kaserne des 2. Trainbataillons Nummer 19, militärhistorisch, baugeschichtlich und ortsgeschichtlich von Bedeutung | 09306491 |
|                                         | Mietshaus in geschlossener Bebauung | Schubertstraße 1 (Karte) | um 1915 (Mietshaus)                                                                      | zeittypische Putzfassade, baugeschichtlich von Bedeutung | 09297756 |
|                                         | Mietshaus in geschlossener Bebauung | Schubertstraße 2 (Karte) | um 1910 (Mietshaus)                                                                      | Putz-Klinker-Fassade, Schablonenmalerei im Eingangsbereich, Stuck im Eingangsbereich, Haustür mit geschliffenen Scheiben, baugeschichtlich von Bedeutung | 09297487 |
|                                         | Mietshaus in geschlossener Bebauung in Ecklage | Schubertstraße 4 (Karte) | um 1905 (Mietshaus)                                                                      | Klinker-Putz-Fassade, Flurlampen, Stuck im Treppenhaus, Schablonenmalerei im Treppenhaus sowie Bleiglasfenster, baugeschichtlich von Bedeutung | 09297562 |
| Weitere Bilder                          | Mietshauszeile einer Wohnanlage und Hofgestaltung | Seelenbinderstraße 1; 1a; 3; 5; 7 (Karte) | Erstentwurf 1927 (Mietshaus), 1930–1932 (Mietshaus)                                      | Putzfassade mit Klinkergliederung, im Stil der Moderne, siehe auch Kirschbergstraße 49a, Hofgestaltung unter anderem mit Wäschetrockenplatz, baugeschichtlich von Bedeutung | 09293994 |
|                                         | Wohnhaus (Nr. 9, im Hof) in offener Bebauung, sowie Kelleranlage und Gusseisenstütze im Hauptgebäude (Nr. 9a) einer ehemaligen Brauerei | Seelenbinderstraße 9; 9a (Karte) | 1870–1871 (Wohnhaus), 1864 (Brauerei)                                                    | ursprünglich zu »Rohlands Brauerei« gehörig, Wohnhaus zeittypischer Putzbau mit Windfangtür, ausgedehnte Kelleranlage, ortsgeschichtlich von Bedeutung | 09293998 |
|                                         | Mietshaus in halboffener Bebauung in Ecklage, mit seitlicher Einfriedung | Seelenbinderstraße 17 (Karte) | 1912–1915 (Mietshaus)                                                                    | ehemals mit Laden, Putzfassade, markanter Eckbau, von baugeschichtlichem und ortsentwicklungsgeschichtlichem Wert Denkmaltext Auf dem vormals unter Wedelstraße 1 geführten Grundstück entstand im Zeitraum 1912 bis 1916 ein Eckwohngebäude mit Einfriedung. Einen ersten Entwurf lieferte 1912 Architekt Willy Kramer für die Leipziger Terrain-Gesellschaft, vertreten durch Herrn Hoffmann. Zu Sommerbeginn des Folgejahres übernahm der Zimmermeister Hermann Schaller Grundstück und Baugenehmigung. Tekturen am Vorhaben reichte Baumeister und Architekt Karl Brumme im Juni 1914 ein – gut zwei Monate später begannen die Arbeiten, die im März 1915 als beendet gemeldet wurden. Kurze Zeit darauf erwarben Glasermeister Otto Richard Pfauder (Pegau) sowie Ofengeschäftsinhaber Richard Johannes Kügler das Areal aus Konkursmasse und beauftragten Albin Neumann mit der Fertigung weiterer geforderter Tekturzeichnungen sowie 1916 mit der Herstellung der Einfriedung. Für die 1919 unterm Dach eingerichtete Notwohnung war Architekt Curt Rost zuständig, Besitzer war der jetzt Lokomotivführer Fritz Martz aus Wahren. Vom Oktober 1978 datiert der Antrag für den Umbau des Ladens zu Wohnraum, 2010 wird über lockere Putzteile berichtet. Bauzeitlich waren drei Wohnungen pro Etage vorgesehen, wobei je zwei Wohnungen WC und Bad besaßen und nur die Mieter der Mittelwohnung noch die im Treppenhaus eingefügten Aborte nutzten. Im Erdgeschoss war eine Wohnung dem Laden zugewiesen, ein geplanter Autoschuppen im Hof entstand nicht. Das Gebäude wirkt optisch als Geschwisterhaus mit dem angrenzenden Eckhaus Huygensstraße 2, insbesondere durch gleiche Horizontalgliederungen, einen über drei Geschosse reichenden Kastenerker und ein wirkungsvoll zum vorgelagerten Schmuckplatz zeigenden vierachsigen Zwerchhausgiebel. Zeittypisch zeigt sich die einfach gegliederte Putzfassade, der quasi komplette Verzicht auf Stuck- oder Kunststseindekor mag nicht zuletzt dem schwierigen Bauprozeß geschuldet sein. Das Fehlen des Eckladens und die neuere Hauseingangstür sind sehr zu bedauern, erfreulich die Erhaltung der Ausstattung im Inneren sowie einige Originalfenster. Für das zu Beginn des 1. Weltkrieges erbaute Haus in exponierter Ecksituation besteht ein baugeschichtliches und städtebauliches Interesse. LfD/2016 | 09295015 |
| Weitere Bilder                          | Mietshaus in geschlossener Bebauung | Seelenbinderstraße 22 (Karte) | um 1910 (Mietshaus)                                                                      | mit Laden, Putzfassade, bleiverglaste Treppenhausfenster, baugeschichtlich von Bedeutung | 09293999 |
|                                         | Mietshaus in geschlossener Bebauung mit Vorgarten | Seelenbinderstraße 25 (Karte) | um 1920 (Mietshaus)                                                                      | Putzfassade, Bleiglasfenster im Treppenhaus, baugeschichtlich von Bedeutung | 09294210 |
|                                         | Doppelmietshaus in geschlossener Bebauung mit Vorgarten | Seelenbinderstraße 31; 33 (Karte) | 1913–1914 (Nummer 33, Mietshaus), 1913 (Nummer 31, Mietshaus)                            | Nummer 33 mit Tordurchfahrt, Putzfassade, Reformstil-Architektur, baugeschichtlich von Bedeutung Denkmaltext Die Anträge für das von Architekt Karl Voigt entworfene und bauleitend begleitete Bauvorhaben eines Zwillingswohnhauses ergingen am 3. April und 11. August (Nummer 33) des Jahres 1913. Unternehmer war der Maurerpolier Josef Rzehulka aus Kleinzschocher. Jeweils im Kellergeschoss lagen die Waschküchen, in den Geschossen je drei Wohnungen noch mit Privét im Treppenhaus. Haus Nummer 31 wurde im selben Jahr fertig gestellt, das Nachbarhaus im März 1914. Neuer Besitzer des 1917 zwangsversteigerten Hauses 31 war der Zimmermeister Friedrich Hermann Glauche, der 1921 eine Dachwohnung beantragte und selbst ausführte. Eine zweite Dachgeschosswohnung wurde unter dem neuen Besitzer 1923 eingebaut, dem Innenarchitekten Friedrich Winkler aus Schleußig. Im gleichen Jahr Grundstücksübernahme durch Kaufmann Mendel Rotter sowie 1938 durch Rechtsanwalt Dr. Winfried Weniger. 1995 Verkauf der Immobilie von der LWB an Dr. Krüger Immobilien. Haus 33 kam nach Zwangsversteigerung 1918 in die Hände von Fabrikdirektor Johannes Karl Leonhardt in Holzhausen, es folgten Privatmann Johann Klünspies und Ehefrau (1921), Karl Walter Otto Rudolph (1936) und später die Stadt Leipzig bzw. LWB. Im Jahr 1938 Errichtung eines eingeschossigen hölzernen Gartenhauses. Ohne Dekorplatten konzipierte Putzfassaden mit schwach vortretenden dreiachsigen Mittelrisaliten mit Zwerchhaus, vorgelagert sind Gartenflächen hinter einer Einfriedung aus Kunststeinformteilen und Holzlattenfeldern. Erhalten in beiden Treppenaufgängen ist die bauzeitliche Ausstattung, über eine Tordurchfahrt bei Nummer 33 wird der Hofraum erschlossen. Gegenüber dem ehemaligen Militärgelände der Infanteriekaserne gelegener Zwillingsbau mit baugeschichtlichem und ortsentwicklungsgeschichtlichem Wert. LfD/2012 | 09293233 |
|                                         | Mietshaus in geschlossener Bebauung, mit Vorgarten | Seelenbinderstraße 35 (Karte) | 1914 (Mietshaus)                                                                         | Putzfassade, im Innern mit besonderer Treppenhausausmalung, Reformstil-Architektur, baugeschichtlich von Bedeutung Denkmaltext 1914 stellte Bauunternehmer Gustav Robert Franke den Antrag zur Errichtung eines Vorderwohngebäudes nebst Waschhaus sowie Herstellung der Vorgarteneinfriedung und Schleusenanlage. Entwurf und Bauleitung übernahm Architekt Alban Poser, statische Berechnungen und die Ausführung der Eutritzscher Maurermeister Karl Franke. Innerhalb eines nur halben Jahres war das Vorhaben umgesetzt. Durch den Grundstücksbesitzer M. Koch kam 1927 eine Dachwohnung hinzu. Ein zweiachsiger Mittelrisalit mit Zwerchhausabschluss und einigen wenigen vorgefertigten Dekorplatten gibt der mit zehn Achsen recht breiten straßenseitigen Fassade ihren Rhythmus. Horizontal gliedern durchgezogene Gesimse über und unter den Fenstern die Schaufront, der Hauseingang ist aus der Mitte gerückt eingeordnet. Im Rahmen einer neuerlichen Sanierung um 2017 entspricht das heutige Erscheinungsbild des Gebäudes wieder dem strengen aber noblen Planungsentwurf im Stil der Reformarchitektur, wurden falscher Verputz und die preiswerten Kunststofffenster der 1990er Jahre beseitigt. Der neue Verputz besitzt den notwendigen Glimmeranteil, die Fenster eine Mehrfachsprossung der Oberlichte. Innen sind bauzeitliche Ausstattungen erhalten, die oberen Etagen besitzen jeweils drei Mieteinheiten. Das im ersten Kriegsjahr erbaute Haus besitzt einen baugeschichtlichen Wert. LfD/2017, 2018 | 09302974 |
|                                         | Mietshaus in geschlossener Bebauung in Ecklage, mit Vorgarten | Seelenbinderstraße 37 (Karte) | 1915/1920 (Mietshaus)                                                                    | Putzfassade, Stuckmedaillons mit Malerei im Innern, baugeschichtlich von Bedeutung | 09296858 |
| Direkt Bild zu diesem Denkmal hochladen | Sachgesamtheit Sternsiedlung, mit den Sachgesamtheitsteilen: Alemannenweg 6, 7, 8, 9, Chamissoweg 6, Defoestraße 1a, 1b, 2a, 2b, 3a, 3b, 4a, 4b, 5, 6a, 6b, 7, 8a, 8b, 9, 10a, 10b, 11, 12a, 12b, 13, 14a, 14b, 16a, 16, 18a, 18b, 20a, 20b, 22b, 22a, 24a, 24b, 26, 28, 30, Fleckensteiner Weg 4, 6, 7, 9, Fucikstraße 10, 12a, 12b, 14a, 14b, 15a, 15b, 16a, 16b, 17a, 17b, 18a, 18b, 19a, 19b, 20a, 20b, 21a, 21b, 22a, 23a, 2b, 25a, 25b, 27a, 27b, 29a, 29b, 21a, 31b, 33a, 33b, Rodinweg 1, 2, 3, 4, Swiftstraße 1a, 1b, 2a, 2b, 3a, 3b, 4a, 4b, 5a, 5b, 6a, 6b, 7a, 7b, 8a, 8b, 9a, 9b, 10a, 10b, 11a, 11b, 12a, 13a, 13b, 21a, 21b | Sesenheimer Straße 1a; 1b; 2a; 2b; 3a; 3b; 4a; 4b; 5a; 5b; 6a; 6b; 7a; 7b; 8a; 8b; 9a; 9b; 10a; 10b; 11a; 11b; 12a; 12b; 13a; 13b; 14a; 14b; 15a; 15b; 16a; 16b;17a; 17b; 18a; 18b; 19a; 19b; 20a; 20b; 21a; 21b; 22a; 22b; 23a; 23b; 24a; 24b; 25a; 25b; 26a; 26b; 27a; 27b28a; 28b; 30a; 30b; 31a; 31b; 32a; 32b; 33a; 33b; 34a; 34b; 35a; 35b; 36a; 36b; 37a; 37b; 38a; 38b; 40a; 40b; 41a; 41b; 42a; 42b; 43a; 43b; 44a; 44b; 45a; 45b; 46a; 46b; 48a; 48b; 49a; 49b; 50a; 50b; 51a; 51b; 52a; 52b; 53a; 53b; 54a; 54b; 56; 57a; 57b; 58; 59a; 59b; 60; 61a; 61b; 65a; 65b; 67a; 67b; 69a; 69b (Karte) | 1934, Stern 59 (Mehrfamilienwohnhaus)                                                    | Siedlungshäuser mit sternförmigen Grundrissen, Architekt: Rudolf Ladewig, städtebaulich von Bedeutung | 09297603 |
|                                         | Mietshaus in offener Bebauung | Slevogtstraße 5 (Karte) | 1894–1896 (Mietshaus)                                                                    | in der alten Ortslage Möckern, historisierende Putzfassade, Holzpaneele und Schablonenmalerei im Eingangsbereich und Treppenhaus, baugeschichtlich von Bedeutung | 09297551 |
|                                         | Mehrfamilienhäuser einer Wohnanlage | Slevogtstraße 16; 18 (Karte) | 1938–1939 (Mehrfamilienwohnhaus)                                                         | siehe auch Knopstraße 27/29 und Bucksdorffstraße 24/26/26a, Putzfassade mit Natursteingliederung und Kunststein-Haustürrahmungen, im traditionalistischen Stil, baugeschichtlich von Bedeutung | 09297759 |
| Direkt Bild zu diesem Denkmal hochladen | Mietshaus in geschlossener Bebauung | Slevogtstraße 20 (Karte) | um 1900 (Mietshaus)                                                                      | historisierende Klinkerfassade mit Balkons, Wohnungstüren mit Supraporten, Bleiglas-Treppenhausfenster, Holzpaneele und reicher Stuck sowie Reste von Schablonenmalerei im Eingangsbereich, baugeschichtlich von Bedeutung | 09297532 |
| Direkt Bild zu diesem Denkmal hochladen | Mietshaus in ehemals geschlossener Bebauung | Slevogtstraße 21 (Karte) | um 1900 (Mietshaus)                                                                      | zeittypische Klinkerfassade, baugeschichtlich von Bedeutung | 09297533 |
|                                         | Mietshaus in geschlossener Bebauung | Slevogtstraße 22 (Karte) | um 1905 (Mietshaus)                                                                      | mit Hausdurchgang, Klinkerfassade, baugeschichtlich von Bedeutung | 09297531 |
|                                         | Mietshaus in geschlossener Bebauung in Ecklage | Slevogtstraße 24 (Karte) | um 1905 (Mietshaus)                                                                      | historisierende Putzfassade, baugeschichtlich von Bedeutung | 09297530 |
| Direkt Bild zu diesem Denkmal hochladen | Wohnhaus in offener Bebauung, mit Vorgarten | Thärigenstraße 2 (Karte) | vor 1756 (Wohnhaus)                                                                      | Putzfassade, im alten Ortskern Möckern, ortsentwicklungsgeschichtlich von Bedeutung | 09292892 |
| Direkt Bild zu diesem Denkmal hochladen | Ehemalige Kinderbewahranstalt in offener Bebauung | Thärigenstraße 5 (Karte) | 1882 (Kinderbewahranstalt)                                                               | im alten Ortskern Möckern, Putzfassade, ortsgeschichtlich von Bedeutung | 09292946 |
| Direkt Bild zu diesem Denkmal hochladen | Einzeldenkmale der Sachgesamtheit Train-Kaserne (Obj. 09306502, Olbrichtstraße 1): mehrere Gebäude, Fassadenteile der Garagen, Toreinfahrt und Einfriedung eines ehemaligen Kasernengeländes (Anschriften: Olbrichtstraße 1, Rügener Straße 2 sowie Usedomer Straße 1, 3, 5, 7 und 9) | Usedomer Straße 1; 3; 5; 7; 9 (Karte) | bezeichnet 1899–1902 (Trainkaserne), bezeichnet 1900 (Kasernengebäude)                   | mit Offizierskasino, Mannschaftsgebäude, Verheiratetengebäude, Garagengebäude, Traindepot, Remisengebäude und Nebengebäude (kleiner Pferdestall für kranke Pferde), erbaut als Kaserne des 2. Trainbataillons Nummer 19, militärhistorisch, baugeschichtlich und ortsgeschichtlich von Bedeutung | 09306491 |
| Weitere Bilder                          | Entlüftungsturm der ehemaligen Klärschlammanlage auf Podelwitzer Flur einschließlich technischer Ausstattung | Wiederitzscher Weg (Karte) | 1934 (Wasserversorgungs- und Abwasseranlage)                                             | weithin sichtbare Stahlbetonkonstruktion mit Stützrippen, diente der Entgasung der Abwasserdruckleitung von der Kläranlage Rosental nach Hohenossig, landschaftsbildprägendes Zeugnis eines regionalen Abwasserbehandlungs- bzw. -entsorgungssystems, baugeschichtlich, versorgungsgeschichtlich und technikgeschichtlich von Bedeutung sowie von großem Seltenheitswert | 09297605 |
| Direkt Bild zu diesem Denkmal hochladen | Wohnhaus in offener Bebauung | Wolffstraße 12 (Karte) | um 1875 (Wohnhaus)                                                                       | alte Möckernsche Ortslage, Wohnhaus mit Krüppelwalmdach, eingeschossiger rückwärtiger Anbau, Putzfassade, baugeschichtlich von Bedeutung | 09298760 |
| Direkt Bild zu diesem Denkmal hochladen | Wohnhaus eines Bauernhofes, mit Vorgarten | Wolffstraße 18 (Karte) | um 1850 (Wohnhaus)                                                                       | Putzfassade, Obergeschoss Fachwerk verputzt, alte Möckernsche Ortslage, baugeschichtlich von Bedeutung | 09297548 |
| Direkt Bild zu diesem Denkmal hochladen | Wohnhaus und Seitengebäude eines Bauernhofes, mit Vorgarten | Wolffstraße 20 (Karte) | 1820 (Wohnhaus)                                                                          | Putzfassade, Obergeschoss Fachwerk verputzt, alte Möckernsche Ortslage, baugeschichtlich von Bedeutung | 09297547 |
| Weitere Bilder                          | Mietshauszeile in geschlossener Bebauung, mit Vorgärten | Yorckstraße 1; 3; 5; 5a (Karte) | um 1928 (Mietshaus)                                                                      | traditionalistische Putzfassade, baugeschichtlich von Bedeutung | 09263969 |
|                                         | Mietshaus in geschlossener Bebauung (bauliche Einheit mit Huygensstraße 24), mit Vorgarten | Yorckstraße 9 (Karte) | 1915/1920 (Mietshaus)                                                                    | Putzfassade, Bleiglasfenster im Treppenhaus, baugeschichtlich von Bedeutung | 09293400 |
| Weitere Bilder                          | Mehrfamilienhäuser einer Wohnanlage, mit Vorgärten und Hofgestaltung | Yorckstraße 11; 13; 15 (Karte) | 1930–1931 (Mietshaus)                                                                    | Putzfassade, bleiverglaste Treppenhausfenster, siehe auch Faradaystraße 33–65 und Rousseaustraße 1/3, im Stil der Moderne, Architekt: Stadtbaurat Hubert Ritter, baugeschichtlich von Bedeutung | 09292938 |
| Weitere Bilder                          | Mietshäuser einer Wohnanlage (bauliche Einheit mit Dantestraße 26) | Yorckstraße 23; 25; 27; 29 (Karte) | 1936–1938 (Mietshaus), 1937 (Plastik)                                                    | Putzfassade, Nummer 29 mit Inschrift und Skulptur, städtebaulich und architektonisch bedeutsamer Wohnungsbau der 1930er Jahre, wissenschaftlich-dokumentarischer Wert | 09297440 |

## Ehemalige Kulturdenkmale
| Bild                                    | Bezeichnung                           | Lage                                      | Datierung                 | Beschreibung | ID       |
| --------------------------------------- | ------------------------------------- | ----------------------------------------- | ------------------------- | --- | -------- |
| Direkt Bild zu diesem Denkmal hochladen | Eisenbahnüberführung Wahrener Viadukt | Friedrich-Bosse-Straße (Karte)            | 1902 (Viadukt)            | Eisenbahnüberführung Wahrener Viadukt, Strecke 6380 Leipzig/Leutzsch-Leipzig-Wahren, Streckenkilometer 2285; s. a. Georg-Schumann-Straße und Stammerstraße, Klinkerbau mit 32 Bogenöffnungen und 570 m Gesamtlänge | 09297474 |
| Direkt Bild zu diesem Denkmal hochladen | Fabrikgebäude in halboffener Bebauung | Friedrich-Bosse-Straße 67; 69; 71 (Karte) | 1896–1897 (Fabrikgebäude) | mit Tordurchfahrt, Klinkerfassade, mit Werbeschrift »Leipziger Färberei und Chemische Reinigung«, ortsgeschichtlich von Bedeutung; im April 2020 abgerissen | 09297454 |
| Direkt Bild zu diesem Denkmal hochladen | Eisenbahnüberführung Wahrener Viadukt | Georg-Schumann-Straße (Karte)             | 1902 (Viadukt)            | Eisenbahnüberführung Wahrener Viadukt, Strecke 6380 Leipzig/Leutzsch-Leipzig/Wahren (Streckenkilometer 2285; längste Eisenbahnüberführung als Bestandteil des Großen Eisenbahn-Güterringes um Leipzig; mit 566,5 m zweitlängste Eisenbahnüberführung in Sachsen; s. a. Stammerstraße und Friedrich-Bosse-Straße; Klinkerbauwerk) | 09297473 |
| Direkt Bild zu diesem Denkmal hochladen | Mietshaus                             | Georg-Schumann-Straße 209 (Karte)         | um 1895 (Mietshaus)       | Mietshaus in geschlossener Bebauung mit Tordurchfahrt mit Laden; Putzfassade, Laden original, Treppenhausfenster mit Resten geätzter Verglasung | 09297405 |
| Direkt Bild zu diesem Denkmal hochladen | Mietshaus                             | Georg-Schumann-Straße 217 (Karte)         | um 1895 (Mietshaus)       | Mietshaus in geschlossener Bebauung mit Hausdurchgang; Putzfassade | 09297401 |
| Direkt Bild zu diesem Denkmal hochladen | Mietshaus                             | Laubestraße 9 (Karte)                     | 1878–1880 (Mietshaus)     | Mietshaus in halboffener Bebauung; Putzfassade, schmiedeeisernes Tor, Holzpaneele, Flurlampe im Eingangsbereich, Schablonenmalerei im Treppenhaus | 09293983 |
| Direkt Bild zu diesem Denkmal hochladen | Mietshaus                             | Laubestraße 17; 19 (Karte)                | um 1870 (Mietshaus)       | Mietshaus in halboffener Bebauung mit Anbau; Putzfassade, Porphyrgesims | 09290700 |
| Direkt Bild zu diesem Denkmal hochladen | Mietshaus                             | Slevogtstraße 23 (Karte)                  | um 1905 (Mietshaus)       | Mietshaus in geschlossener Bebauung; Putzfassade | 09297534 |
| Direkt Bild zu diesem Denkmal hochladen | Eisenbahnüberführung Wahrener Viadukt | Stammerstraße (Karte)                     | 1902 (Viadukt)            | Eisenbahnüberführung Wahrener Viadukt, Strecke 6380 Leipzig/Leutzsch-Leipzig-Wahren (Streckenkilometer 2285); s. a. Georg-Schumann-Straße und Friedrich-Bosse-Straße, Klinkerbögen, daneben Stellwerk, 570 m Gesamtlänge | 09297475 |